# Битка код Потидеје
Битка код Потидеје одвијала се 432. п. н. е. између Атине и комбиноване армије Коринта, Потидеје и савезника.
Битка је завршила атинском победом. Заједно са битком код Сиботе представља катализатор Пелопонеског рата.

## Атински захтев
Потидеја је била коринтска колонија на полуострву Халкидики. Била је члан Делског савеза и плаћала је данак Атини.
Атина се бојала да ће се Потидеја побунити под утицајем Коринта или Македоније. После битке код Сиботе Атина захтева да Потидеја сруши део зидина, да протера коринтског амбасадора и да пошаље таоце у Атину.

## Преговори под претњом
Атина је скупила флоту од 30 бродова и 1000 хоплита под командом Архестрата. Ту војску је Атина била наменила бици против Пердика у Македонији. Потидеја је послала амбасадоре у Атину и Спарту. Кад су пропали преговори у Атини, Спарта је обећала помоћ. Коринт шаље 1600 хоплита и 400 лако наоружаних под командом Аристеја.
Као одговор на све то Атина шаље додатних 2.000 хоплита и 40 додатних бродова под командом Калија.

## Атињани побеђују
У бици Аристејево крило коринтских трупа побеђује део Атињана, а на осталим деловима бојишта Атињани побеђују. Аристеј се врађа дуж обале до Потидеје, настојећи избећи главнину атинских снага. Резервне снаге од Потидеје су такође поражене. Коринћани и Потидијанци су изгубили 300 војника, а Атињани 150.

## Дуга и скупа опсада
Атињани остају ван Потидеје неко време, па добијају појачање од 1.600 хоплита. Обе стране граде зидове. Атињани успевају да блокирају Потидеју морском блокадом. Током блокаде представници Атине и Спарте се састају и проглашава се рат.
Опсада је много коштала, па Атињани нису били баш срећни. Алкибијад и Сократ су били као војници у тој бици, а Сократ је Алкибијаду спасио живот.